# Veleposlaništvo Republike Slovenije v Nemčiji
Veleposlaništvo Republike Slovenije v Nemčiji (uradni naziv Veleposlaništvo Republike Slovenije Berlin, Nemčija) je diplomatsko-konzularno predstavništvo (veleposlaništvo) Republike Slovenije s sedežem v Berlinu (Nemčija).
Trenutna veleposlanica je Ana Polak Petrič.

## Veleposlaniki
- Ana Polak Petrič (2022-danes)
- Franc But (2017-2022)
- Marta Kos Marko (2012-2017)
- Mitja Drobnič (2008-2012)
- Dragoljuba Benčina (2004-2008)
- Ivo Vajgl (2002-2004)
- Alfonz Naberžnik (1997-2002)
- Boris Frlec (1992-1997)